# Ulrichit
Ulrichit ist ein sehr selten vorkommendes Mineral aus der Mineralklasse der „Phosphate, Arsenate und Vanadate“. Es kristallisiert im monoklinen Kristallsystem mit der chemischen Zusammensetzung CaCu[UO2|(PO4)2]·4H2O und ist damit ein wasserhaltiges Calcium-Kupfer-Uranyl-Phosphat.
Ulrichit ist durchsichtig bis durchscheinend und entwickelt nur sehr kleine, nadelige Kristalle bis etwa einem Millimeter Länge und 0,05 Millimeter Dicke und glasähnlichem Glanz auf den Oberflächen. Typischerweise sind die Kristalle in radialstrahligen, büscheligen Aggregaten angeordnet. Auch tafelige Prismen und gelegentlich Kristallzwillinge wurden beobachtet. Die Farbe des Minerals variiert zwischen Hellapfelgrün und Limettengrün, seine Strichfarbe ist jedoch immer weiß.
Mit einer Mohshärte von 3 bis 3,5 gehört Ulrichit zu den mittelharten Mineralen, die sich ähnlich wie das Referenzmineral Calcit (3) mit einer Kupfermünze ritzen lassen.

## Etymologie und Geschichte
Erstmals entdeckt wurde Ulrichit im Granitsteinbruch etwa 10 Kilometer südsüdwestlich vom Lake Boga und 17 Kilometer südlich von Swan Hill im australischen Bundesstaat Victoria und beschrieben 1988 durch William D. Birch, W. G. Mumme und E. R. Segnit, die das Mineral nach dem deutsch-australischen Geologen und Mineralogen Georg Heinrich Friedrich Ulrich (1830–1900) benannten.
Das Typmaterial des Mineral wird im Museum Victoria in Melbourne unter der Katalog-Nr. M38576 aufbewahrt.

## Klassifikation
Da der Ulrichit erst 1988 als eigenständiges Mineral anerkannt wurde, ist er in der seit 1977 veralteten 8. Auflage der Mineralsystematik nach Strunz noch nicht verzeichnet. Einzig im Lapis-Mineralienverzeichnis nach Stefan Weiß, das sich aus Rücksicht auf private Sammler und institutionelle Sammlungen noch nach dieser alten Form der Systematik von Karl Hugo Strunz richtet, erhielt das Mineral die System- und Mineral-Nr. VII/E.02-190. In der „Lapis-Systematik“ entspricht dies der Klasse der „Phosphate, Arsenate und Vanadate“ und dort der Abteilung „Uranyl-Phosphate/Arsenate und Uranyl-Vanadate mit [UO2]2+–[PO4]/[AsO4]3− und [UO2]2+–[V2O8]6−, mit isotypen Vanadaten (Sincosit-R.)“, wo Ulrichit zusammen mit Abernathyit, Bassetit, Chernikovit, Lehnerit, Meta-Ankoleit, Meta-Autunit, Metaheinrichit, Metakahlerit, Metakirchheimerit, Metalodèvit, Metanatroautunit, Metanováčekit, Metarauchit, Metasaléeit, Metatorbernit, Metauranocircit, Metauranospinit, Metazeunerit, Natrouranospinit, Pseudo-Autunit (diskreditiert), Uramarsit, Uramphit die „Meta-Autunit-Gruppe“ bildet (Stand 2018).
Die von der International Mineralogical Association (IMA) zuletzt 2009 aktualisierte 9. Auflage der Strunz’schen Mineralsystematik ordnet den Ulrichit in die zunächst allgemeinere Abteilung der „Uranylphosphate und Arsenate“ ein. Diese ist allerdings weiter unterteilt nach dem Stoffmengenverhältnis der Uranylverbindungen zum Phosphat-, Arsenat- bzw. Vanadatkomplex (RO4), so dass das Mineral entsprechend seiner Zusammensetzung in der Unterabteilung „UO2 : RO4 = 1 : 2“ zu finden ist, wo es als einziges Mitglied die unbenannte Gruppe 8.EA.15 bildet.
Auch die vorwiegend im englischen Sprachraum gebräuchliche Systematik der Minerale nach Dana ordnet den Ulrichit in die Klasse der „Phosphate, Arsenate und Vanadate“ und dort in die Abteilung der „Wasserhaltige Phosphate etc.“ ein. Hier ist er als einziges Mitglied/zusammen mit  in der unbenannten Gruppe 40.02a.33 innerhalb der Unterabteilung „Wasserhaltige Phosphate etc., mit A2+(B2+)2(XO4) × x(H2O), mit (UO2)2+“ zu finden.

## Kristallstruktur
Ulrichit kristallisiert monoklin in der Raumgruppe C2/m (Raumgruppen-Nr. 12) mit den Gitterparametern a = 12,79 Å; b = 6,85 Å; c = 13,02 Å und β = 91,0° sowie vier Formeleinheiten pro Elementarzelle.
Die Kristallstruktur von Ulrichit besteht aus kantenverknüpften Calcium- und UO2+5-Polyedern, die über PO4-Tetraeder zu Schichten parallel (100) verbunden sind. Diese Schichten werden über CuO4- und H2O-Moleküle zusammengehalten.

## Eigenschaften
Das Mineral ist durch seinen Urangehalt von bis zu 37,45 % sehr stark radioaktiv. Unter Berücksichtigung der natürlichen Zerfallsreihen bzw. vorhandener Zerfallsprodukte wird die spezifische Aktivität von 67,03 kBq/g angegeben (zum Vergleich: natürliches Kalium 0,0312 kBq/g).
Unter kurzwelligem UV-Licht zeigen manche Ulrichite eine starke, dunkelgelbe Fluoreszenz, ähnlich der von neonfarbenen Textmarkern.
Ulrichit ist leicht löslich in verdünnter Salzsäure (HCl) und Salpetersäure (HNO3).

## Bildung und Fundorte
Ulrichit bildet sich sekundär in miarolitischen Hohlräumen pegmatitischer Granite. Als Begleitminerale können unter anderem Chalkosiderit, Cyrilovit, Fluorapatit, Libethenit, Sampleit, Saléeit, Torbernit und Türkis auftreten.
Das Mineral konnte bisher (Stand 2022) nur an seiner Typlokalität Lake Boga in Australien nachgewiesen werden.

## Vorsichtsmaßnahmen
Aufgrund der starken Radioaktivität des Minerals sollten Mineralproben vom Ulrichit nur in staub- und strahlungsdichten Behältern, vor allem aber niemals in Wohn-, Schlaf- und Arbeitsräumen aufbewahrt werden. Ebenso sollte eine Aufnahme in den Körper (Inkorporation, Ingestion) auf jeden Fall verhindert und zur Sicherheit direkter Körperkontakt vermieden sowie beim Umgang mit dem Mineral Atemschutzmaske und Handschuhe getragen werden.